# M/S Royal Princess
MS Royal Princess är ett kryssningsfartyg som drivs av Princess Cruises och det tredje fartyget att segla för rederiet under det namnet. Fartyget byggdes av Fincantieri vid sitt varv i Monfalcone, Italien.  Royal Princess är flaggskeppet i Princess Cruises flotta, en beteckning som tidigare hölls av M/S Grand Princess.

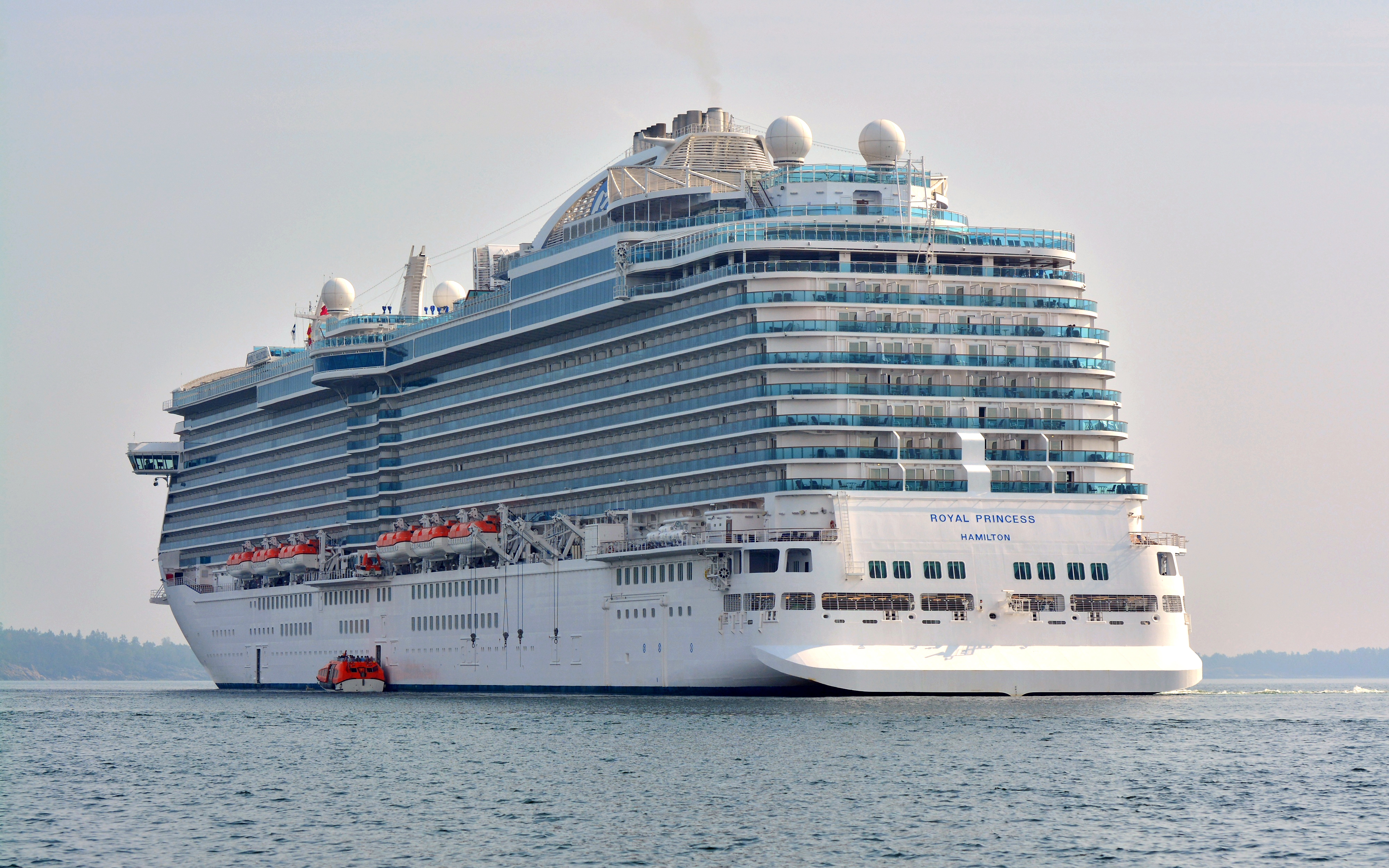
M/S Royal Princess på redden utanför från Nynäshamn.